# 久保皖司
久保 皖司（くぼ かんじ、1938年6月7日 - ）は、日本の射撃競技（ピストル種目）選手。皇宮警察本部所属。オリンピックに3回出場。アジア競技大会に2度出場したほか、アジア射撃選手権大会、世界射撃選手権大会でも活躍した。

## 経歴
大阪市立天王寺第二商業高等学校卒業。のちに法政大学卒業。
1964年東京オリンピックに、男子ラピッド・ファイア・ピストル種目（以下、国際大会での出場種目は同じ）で出場し8位入賞。
1966年世界射撃選手権大会では、4位入賞の記録を残している。
1967年アジア射撃選手権大会（東京）で金メダル。
1970年アジア競技大会（バンコク）で金メダル。
1971年アジア射撃選手権大会（ソウル）で4位入賞。
1974年アジア競技大会（テヘラン）で銀メダル。
1975年アジア射撃選手権大会（クアラルンプール）で5位入賞。